# Samburové

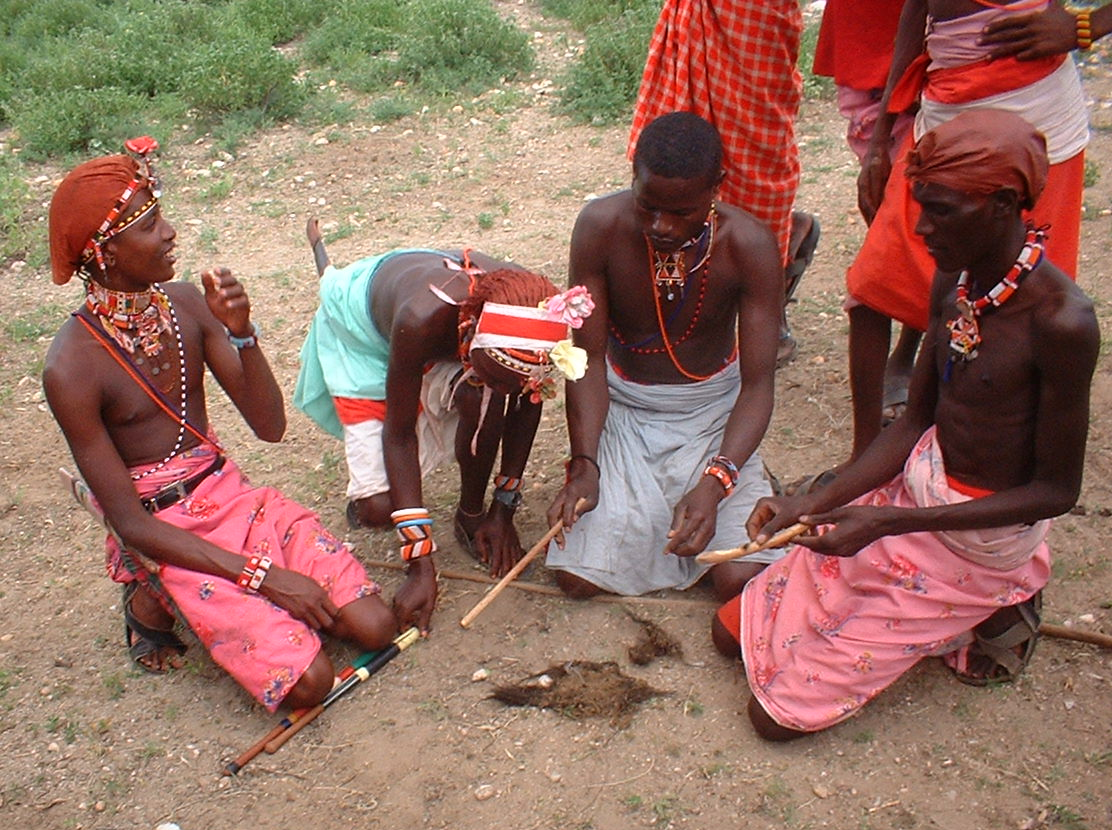
Samburové

Samburové jsou etnikum žijící na suchých pláních, polopoušti a v horách severní Keni. Jihozápadně od jezera Turkana obývají Samburové území o rozloze přibližně 12 000 km². Jejich počet se odhaduje zhruba na 200 000. Samburům se někdy říká Lokopové či Loikopové. V souvislosti s tímto etnikem se můžeme také setkat s názvem Golden Masai, tedy „Zlatí Masajové“. Jejich hlavním zdrojem obživy je pastevectví.

## Původ a historie
Samburové jsou etnology řazeni k východonilské skupině afrických národů. Nilotské národy obývali původně území kolem Nilu v dnešním Súdánu a migrovali před několika staletími jižním směrem, kde si podrobily původním obyvatele těchto oblastí. Niloti jsou v Africe jednou z hlavních lingvistických skupin. Mezi Niloty jsou řazeni např. Masajové, Turkanové, Pokotové, Luové či Lchamusové. Stejně jako etnikum Masajů a Lchamusů v Keni, i Samburové mluví dialektem Maa. Tímto dialektem se hovoří taktéž v Tanzanii, konkrétně kmeny Lparakuyo a Arusha.

## Vzhled a odívání
Samburové jsou velmi podobní Masajům. Jsou rovněž štíhlí a vysocí. Jejich oblečení je velmi jednoduché. Dříve se oblékali do kozích a kravích kůží. Po příchodu Evropanů se oblékají do přivezených látek. Ženy ještě někdy nosí koženou zástěrku, ale v dnešní době ji zakrývají látkou. Látku také nosí v jednom nebo dvou pruzích okolo trupu. Ženy chodí často s odhaleným poprsím. Muži nosí jeden nebo 2 pruhy látky přehozené přes ramena nebo uvázané okolo pasu. Samburové kladou důraz na krášlení se pomocí velmi dekorativního zdobení. Toto zdobení je ještě bohatší než v případě kmene Masajů. Ozdoby používají jak pro osobní krášlení, tak pro demonstraci společenského postavení jejich nositele. Kmen také věří v jejich nadpřirozenou moc. Používají mnohovrstevné barevné náramky, náhrdelníky a náušnice vyráběné z pestrých korálků.

## Kultura, společnost a náboženství

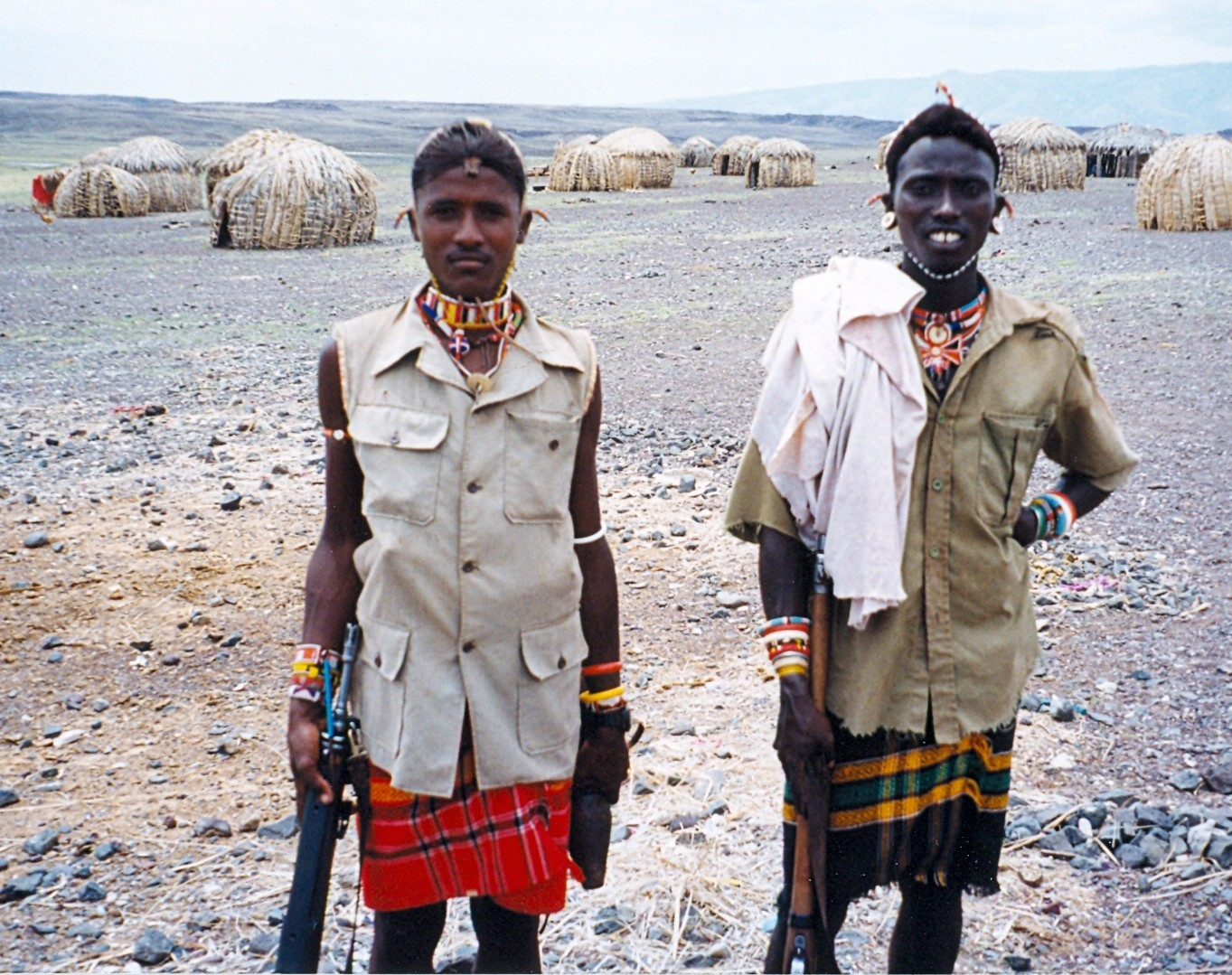
Samburští bojovníci poblíž jezera Turkana

Život Samburů je spjat s jejich stády chovného dobytka, především skotu, ale také ovcí a koz. V poslední době se Samburové přeorientovali na velbloudy z důvodu rychle spasení pastvin a rovněž je zde problém nedostatkem vody pro dobytek. Z kravího mléka vyrábějí Samburové jogurty a tvaroh. V obdobích sucha pijí krev zvířat – čistou či smíchanou s mlékem. Klimatické podmínky nejsou příznivé pro pěstování. Pastevectví je doménou dětí již od šesti až sedmi let. Ženy mají na starosti zásobu vody a otop. Zůstávají v blízkosti vesnic a starají se o děti a domácnost, udržují oheň a vaří jednoduchou stravu., zatímco pěstování kukuřice mají na starosti muži.

### Sňatky, sexuální chování, iniciační obřady
Samburové spojují téměř vše, co se stane, s nadpřirozenými silami. Věří v jediného boha Nkai. Významnou roli zaujímají každodenní modlitby, které jsou rovněž přednášeny na společných shromážděních. Objevuje se rovněž názor, že víra Samburů je výrazně podobná víře křesťanské.

### Obřízka
Obřezání je jednou z nejdůležitějších událostí v životě jak mužů, tak žen.
Mužská obřízka se provádí chlapcům ve věku 14–25 let. Obřízku provádí muž, kterému se říká lakitoni. Těchto zkušených mužů je velmi málo. Za tento úkon dostává 200 keňských šilinků nebo kozu. Po obřízce a je nutno zhruba měsíc dodržovat řadu pravidel chování, jako např.: Nesmí dva týdny pít vodu, v uchu nosí měděné náušnice, nesmí nosit ostré předměty, nesmí se měsíc umývat, pouze se natírat tukem, mohou lovit pouze tupými šípy, atd. Teprve po splnění těchto zásad se mohou stát bojovníky – moranii.
Ženská obřízka se koná těsně před svatbou. Samburové věří, že pokud by se penis muže dotkl klitorisu ženy, stal by se muž impotentním. Neobřezaná dívka by se nevdala, jelikož by ji nikdo nechtěl. V den obřízky se nevěstě pomaže hlava a korále červenou hlínou smíchanou s máslem. Těsně před zákrokem se jí hlava poleje mlékem.

### Svatební obřad
Svatební ceremoniál trvá tři dny a smí začít až po předání dohodnutého věna, které dává ženich rodičům nevěsty. Obřad začíná obřezáním nevěsty. Zatím co žena odpočívá po zákroku v chýši, ženich zabije svatebního vola. Jeho zabití se považuje za potvrzení svatby. Svatebčané se oddávají tanci a zpěvu. Druhý den ráno odchází bohatě nazdobená nevěsta s manželem ze své rodné vesnice do vesnice manžela, kde je vlídně přijata rodinou muže. Samburové praktikují mnohoženství.
Mezi další rituály Samburů patří rovněž rituály plodnosti či rituály spojené s úmrtím.

## Obydlí
Samburové žijí v malých vesnicích obklopených plotem. Chýše jsou stavěny ženami. Většinou se staví z cedrového dřeva, strop potom z větví, listí nebo trusu. Stavby se mohou pokrývat kůžemi. V chýších je tma, jelikož nemají ani okna ani dveře, pouze malý vchod. Chýše mají obdélníkový tvar se zaoblenými rohy. Vesnice obývá většinou několik rodin, ale nejsou výjimkou osady pouze s jednou rodinou.